# Ципун Кирило Юрійович
Кирило Юрійович Ципун  (нар. 30 липня 1987, Київ, УРСР) — український футзаліст, воротар глівіцького «П'ясту».

## Клубна кар'єра
Вихованець київського «Арсеналу». Кар'єру гравця розпочав у футзальному клубі «Соцтех» (Київ). Під час зимової перерви сезону 2003/04 років перебрався до київського УЛІССа, який представляв Національний університет харчових технологій, паралельно з виступами за футзальну команду навчального закладу також здобував у ньому освіту. Влітку 2007 року прийняв запрошення луганського ЛТК, за який виступав упродовж трьох сезонів.
У 2010 році перебрався у івано-франківський «Ураган». За чотири сезони у футболці  «Урагану» здобув золоті нагороди чемпіонату та Кубка України у 2008 і 2011 році відповідно.
У 2014 році виїхав до Росії, де уклав договір з «Прогресом» (Глазов). Але вже через рік повернувся до України, де підсилив херсонський «Продексім». За херсонський колектив виступав до початку повномасштабного нападу Росії на Україну. За цей час став чотириразовим чемпіоном Екстра-ліги та одного разу здобув Кубок України.
У липні 2022 року підписав контракт із польським «П'ястом» із Глівіце, де став головним конкурентом у рамці для гравця збірної Польщі Міхала Відуха. За два сезони у новій команді двічі здобував бронзу польської Екстракляси і виграв Кубок Польщі з футзалу у 2024 році. 

## Кар'єра в збірній
У 2008 році грав за молодіжну збірну України з футзалу на чемпіонаті Європи, де завоював бронзову медаль. Того ж року у складі студентської збірної України завоював срібні нагороди Універсіади. У 2010 році дебютував за національну збірну України з футзалу. Упродовж 13 років був одним із основних голкіперів команди та провів за неї 67 матчів (станом на 7 жовтня 2023 року) і відзначився одним забитим м'ячем.

## Досягнення
Ураган (Івано-Франківськ)
- Екстра-ліга України
  -  Чемпіон (1): 2008
  -  Срібний призер (1): 2012/13
  -  Бронзовий призер (2): 2011/12, 2013/14

- Суперкубок України
  -  Володар (1): 2011

Продексім (Херсон)
- Екстра-ліга України
  -  Чемпіон (4): 2016/17, 2017/18, 2018/19, 2019/20
  -  Бронзовий призер (1): 2015/16

- Кубок
  -  Володар (1): 2020/21
  -  Фіналіст (1): 2018/19

- Кубок ліги
  -  Фіналіст (1): 2018
    - Польща
      - Бронзовий призер (1): 2022/23

Збірна України
- Студентський чемпіонат світу з футзалу
  -  Срібний призер (1): 2008

- Молодіжний чемпіонат Європи з футзалу
  -  Бронзовий призер (1): 2008

- Учасник чемпіонату світу: 2012
- Учасник чемпіонату Європи: 2012, 2014, 2018

Індивідуальні
- Найкращий футзаліст України (1): 2019[5]
- Найкращий воротар Екстра-ліги (3): 2016/17, 2017/18, 2019/20[6]
- Увійшов до символічної збірної чемпіонату Європи (1): Євро-2022[7]
- Майстер спорту України